# Neue Helden Tour
Die Neue Helden Tour war eine Tournee von der Ersten Allgemeinen Verunsicherung, die am 3. März 2010 in Feldbach begann und am 11. Dezember 2010 in Neustadt an der Weinstraße endete.
Die Neue Helden Tour beinhaltete 48 Konzerte in 4 Ländern.

## Setlist
Im Gegensatz zu den anderen Programmen der EAV beinhaltete dieses 70 % neue Nummern, vorwiegend aus dem kurz vor der Tour erschienenen Album Neue Helden braucht das Land.

### Hauptteil
1. Baden in Aden
2. Dummheit an die Macht
3. Eloise und die Krise
4. Ba-Ba-Banküberfall
5. Küss die Hand Herr Kerkermeister
6. Obama
7. Ein Huhn
8. Neue Helden (braucht das Land)
9. Koch-Show
10. Männer brauchen Tritte
11. Märchenprinz 2000
12. Rabatt, Rabatt
13. Die Russen kommen
14. Burli
15. Toleranz
16. Einmal möchte ich ein Böser sein
17. Simsalabim (die Esoterroristen)
18. Mein Gott
19. Nostradamus
20. Beim Cseijtei im Hof
21. Wie schön (wär diese Welt)

### Zugaben
1. Medley: Bitte Bier, An der Copacabana, Heiße Nächte (in Palermo), Ding Dong, Rumsti Bumsti, 3 weiße Tauben, Samurai, Küss die Hand schöne Frau
2. Fata Morgana
3. Morgen

## Tourdaten
- 3. März 2010: A-Feldbach
- 5. März 2010: D-Erfurt
- 7. März 2010: D-Hamburg
- 8. März 2010: D-Berlin
- 9. März 2010: D-Dresden
- 12. März 2010: D-Heidelberg
- 13. März 2010: D-Würzburg
- 14. März 2010: D-Stuttgart
- 15. März 2010: D-Freiburg
- 16. März 2010: D-Rosenheim
- 18. März 2010: D-Mühldorf
- 19. März 2010: D-Chemnitz
- 20. März 2010: D-Niedernhausen
- 21. März 2010: A-Innsbruck
- 22. März 2010: A-Feldkirch
- 25. März 2010: D-Nürnberg
- 26. März 2010: CH-Zürich
- 27. März 2010: CH-Sursee
- 28. März 2010: D-Kempten
- 29. März 2010: D-München
- 21. April 2010: A-Linz
- 22. April 2010: A-Graz
- 23. April 2010: A-Villach
- 24. April 2010: A-St.Pölten
- 25. April 2010: A-Wiener Neustadt
- 27. April 2010: A-Salzburg
- 29. April 2010: A-Wien
- 18. November 2010: A-Amstetten
- 19. November 2010: A-Knittelfeld

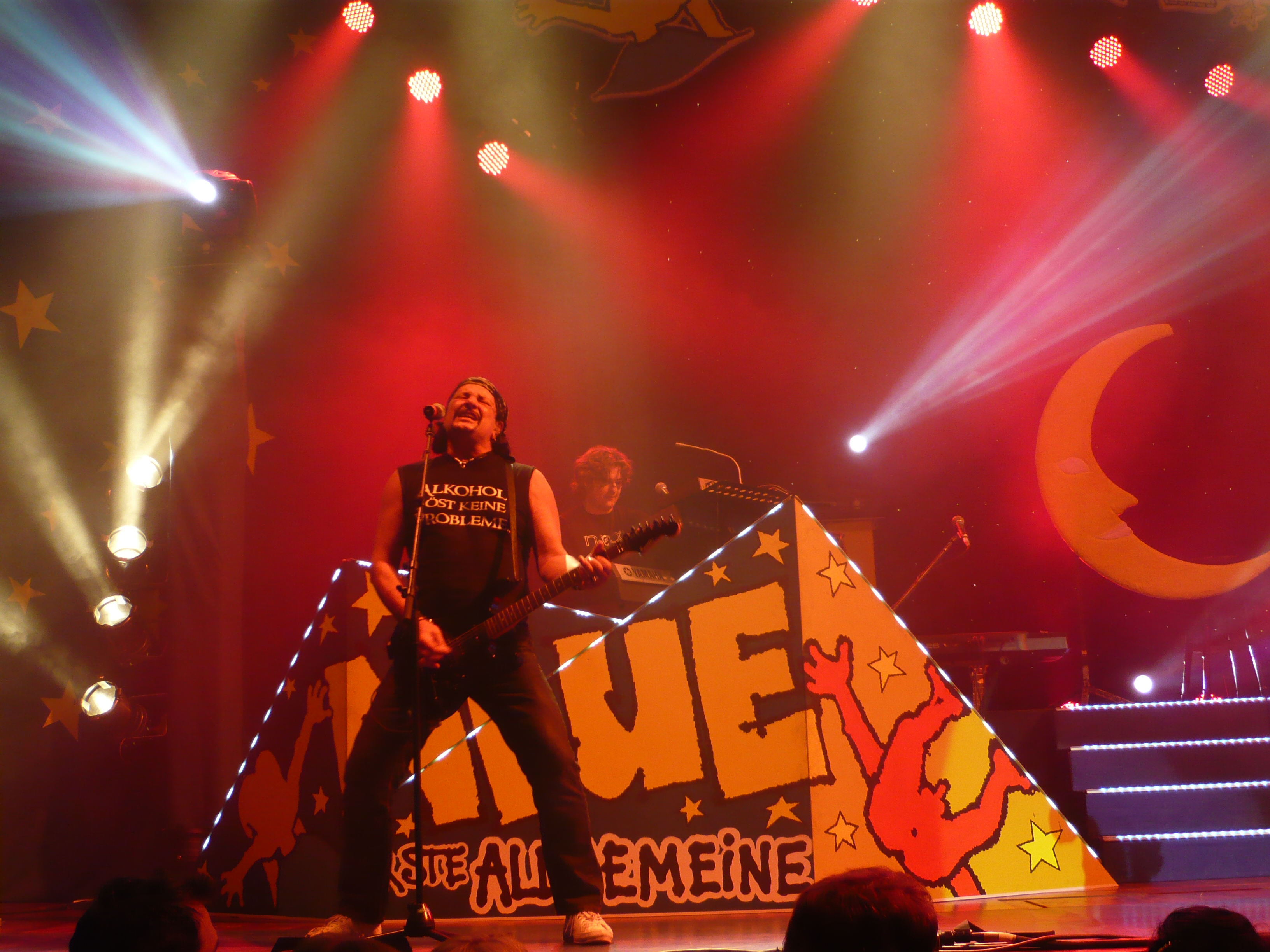
Erste Allgemeine Verunsicherung (Thomas Spitzer und Franz Kreimer im Hintergrund) auf der Neue Helden Tour am 15. März 2010 in Freiburg

- 21. November 2010: A-Deutschlandsberg
- 23. November 2010: A-Krems an der Donau
- 25. November 2010: A-Mayrhofen
- 26. November 2010: I-Sand in Taufers
- 27. November 2010: A-Spittal an der Drau
- 28. November 2010: A-Klagenfurt
- 30. November 2010: D-Gera
- 1. Dezember 2010: D-Suhl
- 2. Dezember 2010: D-Zwickau
- 3. Dezember 2010: D-Erfurt
- 4. Dezember 2010: D-Bamberg
- 5. Dezember 2010: D-Heilbronn
- 6. Dezember 2010: D-Ulm
- 7. Dezember 2010: D-Friedrichshafen
- 8. Dezember 2010: D-Germering
- 9. Dezember 2010: D-Karlsruhe
- 10. Dezember 2010: CH-Pratteln
- 11. Dezember 2010: D-Neustadt an der Weinstraße

## Mitwirkende
- Klaus Eberhartinger: Gesang
- Thomas Spitzer: Gitarre
- Kurt Keinrath: Gitarre, Keyboard
- Leo Bei: Bass
- Franz Kreimer: Keyboard
- Robert Baumgartner: Schlagzeug